# Pero guacamaya
Pero guacamaya là một loài bướm đêm trong họ Geometridae.